# Husujärvi
Husujärvi är en sjö i Finland. Den ligger i kommunen Villmanstrand i landskapet Södra Karelen, i den södra delen av landet, 180 km öster om huvudstaden Helsingfors. Husujärvi ligger 29,7 meter över havet. Den är 5,58 meter djup. Arean är 53,2 hektar och strandlinjen är 7,14 kilometer lång. Sjön  ingår i Santajokis avrinningsområde.   I omgivningarna runt Husujärvi växer i huvudsak blandskog. Den sträcker sig 2,0 kilometer i nord-sydlig riktning, och 2,3 kilometer i öst-västlig riktning.
I övrigt finns följande i Husujärvi:
- Hansaari (en ö)
- Mustasaari (en ö)

I övrigt finns följande vid Husujärvi:
- Myllylampi (en sjö)
- Ylijärvi (en sjö)